# WON Best Gimmick
El Wrestling Observer Newsletter (WON) Best Gimmick Award es un premio entregado por la revista de lucha libre profesional Wrestling Observer Newsletter al luchador con el mejor gimmick o personaje del año.

## Historia
El premio Best Gimmick, otorgado por la Wrestling Observer Newsletter (WON), comenzó a ser entregado en el año 1986, siendo el primer galardonado Adrian Street con su personaje de exótico, estando en la Jim Crockett Promotions. En el año 1987 se dio el premio a Ted DiBiase con su personaje de un hombre multimillonario que usaba su dinero para conseguir lo que se proponía. Además fue el primer luchador de la World Wrestling Federation (WWF) en ganarlo. 
En año 1988, le fue entregado a Rick Steiner por su personaje de luchador amateur, siendo el segundo y último luchador de la Jim Crockett Promotions en ganarlo y el año siguiente le fue entregado a Jushin Thunder Liger por su gimmick como personaje de anime. Éste fue el primer luchador de una empresa no americana, la New Japan Pro-Wrestling, en recibir el premio.
Tras esto, desde el año 1990 al 1994 el premio le fue otorgado a The Undertaker por su personaje de hombre muerto. En el 1995 el premio le fue entregado a Disco Inferno, un bailarín de música disco de los 70. Este fue el primero luchador de la World Championship Wrestling en recibir el premio y el año siguiente le fue dado a la New World Order, de la misma empresa por sus personajes de asaltantes de la WCW por orden de Vince McMahon. Además, es el primer premio que le es dado a todo un equipo de luchadores.
Los nueve años siguientes el premio le es dado a luchadores de la WWF, salvo a partir del 2002, que pasa a llamarse World Wrestling Entertainment. En el 1997 y 1998 le dan el premio a Steve Austin por su comportamiento rebelde y camorrista, siendo el segundo luchador aparte de Undertaker en ganar más de una vez el premio por el mismo personaje. En el 1999 se lo dan a The Rock por sus promos y carisma, en el 2000 se lo dan a Kurt Angle por su personaje de héroe de las Olimpiadas, siendo además el único campeón olímpico que ha ganado el galardón; en el 2001 lo gana The Hurricane con su personaje de superhéroe y en el 2002, cuando la empresa cambia de nombre, se lo dan a Matt Hardy con su personaje de ídolo de masas.
En el 2003 se lo dan a John Cena con su personaje de rapero, el cual incluía el comportamiento títpico chuelsco y canciones de rap, en el 2004 lo recibió John Layfield por su gimmick como hombre que se ha vuelto multimillonario por invertir en bolsa, siendo el estereotipo de un banquero de Nueva York y en el 2005 se lo dan a Mr. Kennedy, ya que cuando salía al ring, él mismo se presentaba al público porque no le gustaba como lo anunciaban otros. 
Ya en el 2006 le dan el premio a L.A.X. por sus personajes de matones latinos. Además, es el primero premio dado a un luchador de la Total Nonstop Action Wrestling (TNA) y el segundo equipo que lo recibe. En el 2007 le es dado a Santino Marella por su personaje de estereotipo de italiano, además de ganarlo el año siguiente otra vez. En 2009, el premio le fue otorgado a CM Punk por su desempeño en el personaje de mesías del estilo de vida de straight edge. En 2010, le fue entregado de nuevo a un luchador de la WWE, Alberto Del Rio por su personaje de un mexicano rico de sangre real.
En 2011, el premio le fue entregado de nuevo a CM Punk, por su personaje de rebelde en contra de la directiva de WWE, siendo el primer luchador que ha obtenido dos veces el premio por gimmicks diferentes. En 2012, el premio le fue otorgado por segunda vez a la TNA, al luchador Joseph Park, el hermano abogado de Abyss. En 2013, el premio le fue otorgado al stable The Wyatt Family, por su personajes de miembros de un culto perverso de los bosques de Florida. En 2014, los ganadores fueron el luchador Rusev y su mánager Lana interpretando a simpatizantes de Vladímir Putin, en 2015 el premio recae sobre el grupo The New Day por su comportamiento optimista y divertido.
En 2016 Matt Hardy se convierte en el segundo luchador en ganar el Premio con gimmicks diferentes, esta vez por su personaje "BROKEN Matt Hardy", una versión "rota" de sí mismo caracterizado por sus ideas locas y acento extraño. En el 2017 por segunda vez ganan integrantes de NJPW, en este caso Los Ingobernables de Japón por su carácter de grupo atrevido que no respeta el código de honor japonés. En 2018 Velveteen Dream gana la categoría por su carácter estrambótico, basado en el ícono de la música pop, Prince, usando trajes y peinados llamativos. Bray Wyatt recibe el premio en 2019 por The Fiend, su doble personalidad demoníaca y tenebrosa, siendo la segunda vez que recibe el premio, anteriormente como parte de La Familia Wyatt.
En 2020 Orange Cassidy se convierte en el primer luchador de All Elite Wrestling en ganar este Premio debido a su actitud perezosa sobre el ring, la cual resultó muy cómica para los audiencia. Al año siguiente gana Roman Reigns como déspota patriarca de la dinastía samoana Anoa'i. En 2022 es elegido Sami Zayn por su historia de ingreso a The Bloodline como samoano honorario. En 2023 y 2024 Toni Storm se convierte en la segunda mujer en recibir el premio por sus segmentos en blanco y negro imitando a las estrellas hollywoodenses de la década de 1930.

## Ganadores
| Año  | Ganador (personaje)                                     | Promoción perteneciente                  |
| ---- | ------------------------------------------------------- | ---------------------------------------- |
| 1986 | Adrian Street (Atleta afeminado)                        | Continental Championship Wrestling (CCW) |
| 1987 | Ted DiBiase (Millonario corrupto)                       | World Wrestling Federation (WWF)         |
| 1988 | Rick Steiner (Campeón de lucha amateur)                 | Jim Crockett Promotions (JCP)            |
| 1989 | Jushin Thunder Liger (Superhéroe de anime)              | New Japan Pro-Wrestling (NJPW)           |
| 1990 | The Undertaker (Hombre muerto)                          | World Wrestling Federation (WWF)         |
| 1991 | The Undertaker (2) (Hombre muerto)                      | World Wrestling Federation (WWF)         |
| 1992 | The Undertaker (3) (Hombre muerto)                      | World Wrestling Federation (WWF)         |
| 1993 | The Undertaker (4) (Hombre muerto)                      | World Wrestling Federation (WWF)         |
| 1994 | The Undertaker (5) (Hombre muerto)                      | World Wrestling Federation (WWF)         |
| 1995 | Disco Inferno (Bailarín de los 70)                      | World Championship Wrestling (WCW)       |
| 1996 | nWo (Grupo de invasores)                                | World Championship Wrestling (WCW)       |
| 1997 | Steve Austin (Rebelde)                                  | World Wrestling Federation (WWF)         |
| 1998 | Steve Austin (2) (Rebelde)                              | World Wrestling Federation (WWF)         |
| 1999 | The Rock (Cómico)                                       | World Wrestling Federation (WWF)         |
| 2000 | Kurt Angle (Héroe olímpico)                             | World Wrestling Federation (WWF)         |
| 2001 | The Hurricane (Parodia de superhéroe)                   | World Wrestling Federation (WWF)         |
| 2002 | Matt Hardy (Gurú de estilo de vida del "Mattitude")     | World Wrestling Entertainment (WWE)      |
| 2003 | John Cena (Rapero)                                      | World Wrestling Entertainment (WWE)      |
| 2004 | John "Bradshaw" Layfield (Corredor de bolsa millonario) | World Wrestling Entertainment (WWE)      |
| 2005 | Mr. Kennedy (Luchador que se auto presenta)             | World Wrestling Entertainment (WWE)      |
| 2006 | L.A.X. (Revolucionarios latinos)                        | Total Nonstop Action Wrestling (TNA)     |
| 2007 | Santino Marella (Estereotipo italoestadounidense)       | World Wrestling Entertainment (WWE)      |
| 2008 | Santino Marella (2) (Estereotipo italoestadounidense)   | World Wrestling Entertainment (WWE)      |
| 2009 | CM Punk (Mesías del Straight edge)                      | World Wrestling Entertainment (WWE)      |
| 2010 | Alberto Del Rio (Aristócrata mexicano)                  | World Wrestling Entertainment (WWE)      |
| 2011 | CM Punk (2) (Rebelde anti-corporativo)                  | WWE                                      |
| 2012 | Joseph Park (Hermano abogado de Abyss)                  | Total Nonstop Action Wrestling (TNA)     |
| 2013 | The Wyatt Family (Culto perverso del bosque)            | WWE                                      |
| 2014 | Rusev y Lana (Nacionalistas rusos)                      | WWE                                      |
| 2015 | The New Day (Optimistas hiperactivos)                   | WWE                                      |
| 2016 | Broken Matt Hardy (2) (Genio absurdo)                   | TNA                                      |
| 2017 | Los Ingobernables de Japón (Insolentes)                 | New Japan Pro-Wrestling                  |
| 2018 | Velveteen Dream (Luchador estrambótico)                 | WWE                                      |
| 2019 | The Fiend (Personalidad demoníaca de Bray Wyatt)        | WWE                                      |
| 2020 | Orange Cassidy (Luchador desganado)                     | All Elite Wrestling                      |
| 2021 | Roman Reigns (Jefe tribal samoano )                     | WWE                                      |
| 2022 | Sami Zayn (Uso honorario )                              | WWE                                      |
| 2023 | Toni Storm (Mujer de los años 30)                       | AEW                                      |
| 2024 | Toni Storm (2) (Mujer de los años 30)                   | AEW                                      |

### N° de premios por promoción
| N.º | Promoción                                              | Años |
| --- | ------------------------------------------------------ | --- |
| 25  | World Wrestling Federation / Entertainment (WWF / WWE) | 1987, 1990, 1991, 1992, 1993, 1994, 1997, 1998, 1999, 2000, 2001, 2002, 2003, 2004, 2005, 2007, 2008, 2009, 2010, 2011, 2013, 2014, 2015, 2018, 2019, 2021, 2022 |
| 3   | All Elite Wrestling                                    | 2020, 2023, 2024 |
| 3   | Total Nonstop Action Wrestling (TNA)                   | 2006, 2012, 2016 |
| 2   | World Championship Wrestling (WCW)                     | 1995, 1996 |
| 2   | New Japan Pro-Wrestling (NJPW)                         | 1989, 2017 |
| 1   | Jim Crockett Promotions (JCP)                          | 1988 |
| 1   | Continental Championship Wrestling (CCW)               | 1986 |